# Gauliga Niederrhein 1940/41
Die Gauliga Niederrhein 1940/41 war die achte Spielzeit der Gauliga Niederrhein im Fußball. Die Meisterschaft wurde in dieser Saison erneut im Rundenturnier mit zehn Mannschaften ausgetragen. Die Gaumeisterschaft sicherte sich zum ersten Mal TuS Helene Altenessen mit einem Punkt Vorsprung vor Rot-Weiss Essen. Damit qualifizierte sich Altenessen für die deutsche Fußballmeisterschaft 1940/41, bei der die Mannschaft in einer Gruppe mit dem VfL Köln 1899, Kickers Offenbach und den FC Mülhausen 93 Dritter wurde, was nicht zum Weiterkommen ausreichte. Die Abstiegsränge belegten Westende Hamborn und der VfR Ohligs. Aus den Bezirksligen stiegen der SSV 04 Wuppertal und der VfL Benrath auf.

## Abschlusstabelle
| Pl. | Verein                    | Sp. | S  | U | N  | Tore    | Quote | Punkte |
| --- | ------------------------- | --- | -- | - | -- | ------- | ----- | ------ |
| 1.  | TuS Helene Altenessen (N) | 18  | 11 | 4 | 3  | 049:270 | 1,81  | 26:10  |
| 2.  | Rot-Weiss Essen           | 18  | 12 | 1 | 5  | 050:210 | 2,38  | 25:11  |
| 3.  | Schwarz-Weiß Essen        | 18  | 9  | 3 | 6  | 049:260 | 1,88  | 21:15  |
| 4.  | SV Hamborn 07             | 18  | 8  | 3 | 7  | 043:290 | 1,48  | 19:17  |
| 5.  | Fortuna Düsseldorf (M)    | 18  | 8  | 1 | 9  | 040:420 | 0,95  | 17:19  |
| 6.  | Rot-Weiß Oberhausen       | 18  | 7  | 3 | 8  | 039:420 | 0,93  | 17:19  |
| 7.  | TuRU Düsseldorf           | 18  | 6  | 4 | 8  | 038:460 | 0,83  | 16:20  |
| 8.  | TuS Duisburg 48/99        | 18  | 6  | 4 | 8  | 030:450 | 0,67  | 16:20  |
| 9.  | Westende Hamborn          | 18  | 6  | 3 | 9  | 032:310 | 1,03  | 15:21  |
| 10. | VfR Ohligs (N)            | 18  | 3  | 2 | 13 | 022:830 | 0,27  | 08:28  |

| (M) | Titelverteidiger               |
| (N) | Aufsteiger aus der Bezirksliga |

## Aufstiegsrunde
| Platz | Verein                    | Spiele          | Punkte          |
| ----- | ------------------------- | --------------- | --------------- |
| 1.    | SSV Wuppertal             | 6               | 10:20           |
| 2.    | VfL Benrath               | 6               | 08:40           |
| 3.    | Grün-Weiß Holten          | 6               | 05:70           |
| 4.    | BSG Mannesmann Duisburg   | 6               | 01:11           |
| 5.    | Borussia München-Gladbach | disqualifiziert | disqualifiziert |